# Heinz Joachim Held
Heinz Joachim Held (* 16. Mai 1928 in Wesseling) ist ein deutscher evangelischer Theologe und früherer Präsident des kirchlichen Außenamts der Evangelischen Kirche in Deutschland (EKD) und Auslandsbischof.

## Leben
Held ist ein Sohn des früheren Präses der Evangelischen Kirche im Rheinland Heinrich Held. Er besuchte die Goetheschule in Essen und studierte ab 1947 evangelische Theologie an der Kirchlichen Hochschule in Wuppertal und an den Universitäten Göttingen, Heidelberg und Bonn. 1951 bestand er das theologische Examen. 1952/53 setzte er seine Studien als Stipendiat des Weltkirchenrats am Austin Presbyterian Theological Seminary in Texas fort. 1957 folgte die Promotion bei Günther Bornkamm. Held war Gemeindepfarrer in der Ev. Kirche im Rheinland, ehe er 1968 zum Präsidenten der Evangelischen Kirche am La Plata ernannt wurde. Er war in dieser Zeit Mitglied im Zentralausschuss des Weltkirchenrates, Mitglied der Herausgeberkommission der Werke Martin Luthers in spanischer Übersetzung und Vorsitzender des Kuratoriums der Evangelischen Hochschule für Theologische Studien in Buenos Aires.
Am 1. Februar 1975 wechselte Held an die Spitze des Kirchlichen Außenamts der EKD (bis 1993). Von 1983 bis 1991 war er auch Vorsitzender des Zentralausschusses des Ökumenischen Rats der Kirchen.